# 牧圭次
牧 圭次（まき けいじ、1919年11月25日 - 2012年2月26日）は、日本の裁判官。最高裁判所判事。宮城県出身。

## 概要
1941年（昭和16年）に東京帝国大学法学部を卒業。1942年（昭和17年）1月に司法官試補となるも、同年2月に現役兵として入隊。復員後は裁判官生活に入り、東京地方裁判所や函館地方裁判所などで裁判を経験後、最高裁人事局勤務、刑事局長、千葉地方裁判所所長、東京高等裁判所判事、最高裁事務総長などを歴任した。
東京地裁時代には東大安田講堂事件を担当した際には1969年（昭和44年）6月に騒ぐ被告たちを機動隊を入れて排除し、9人を5日間の監置処分にし、統一公判要求をする弁護側と3時間の論議を行い、8月には弁護団、被告たちに退廷命令を出し、1970年（昭和45年）5月には弁護士1人を15日間の監置処分にするなど果敢な法廷指揮をとった。1971年（昭和46年）3月19日に飯田橋事件の東京地裁の判決公判ではプラカードを「用法上の凶器」と初めて認定した。
1977年（昭和52年）11月に最高裁事務総長に就任。事務総長時代には岡原昌男最高裁長官が「弁護人抜き裁判法案は必要」と発言した際には事務総長として国会に呼ばれ「（最高裁長官の発言は）司法行政を総括する者として当然のこと」と答弁した。その後、福岡高裁長官となった際に、安川輝夫事件を処理。その後、名古屋高等裁判所長官に就任。
1982年（昭和57年）5月28日に最高裁判所判事に就任した。牧の任命で、最高裁裁判官15人が全員大正生まれとなった。
1989年（平成元年）11月に定年退官。